# 长梗大花漆
长梗大花漆（学名：Toxicodendron grandiflorum var. longipes）为漆树科漆属下的一个变种。

## 扩展阅读
- 維基物種上的相關：长梗大花漆